# Hooper Coachbuilders

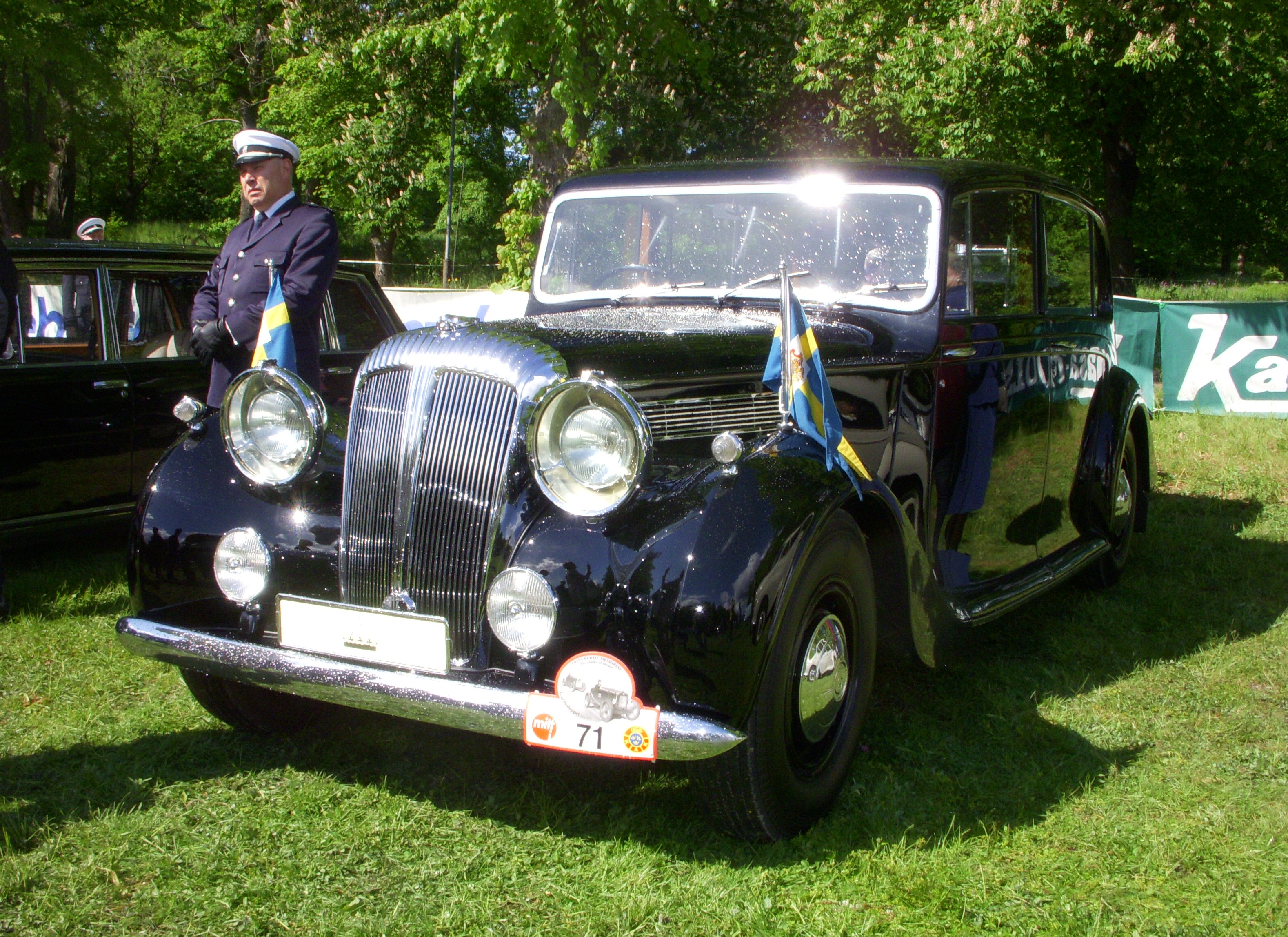
Hovstallets Daimler 1950 med Hooper-kaross.

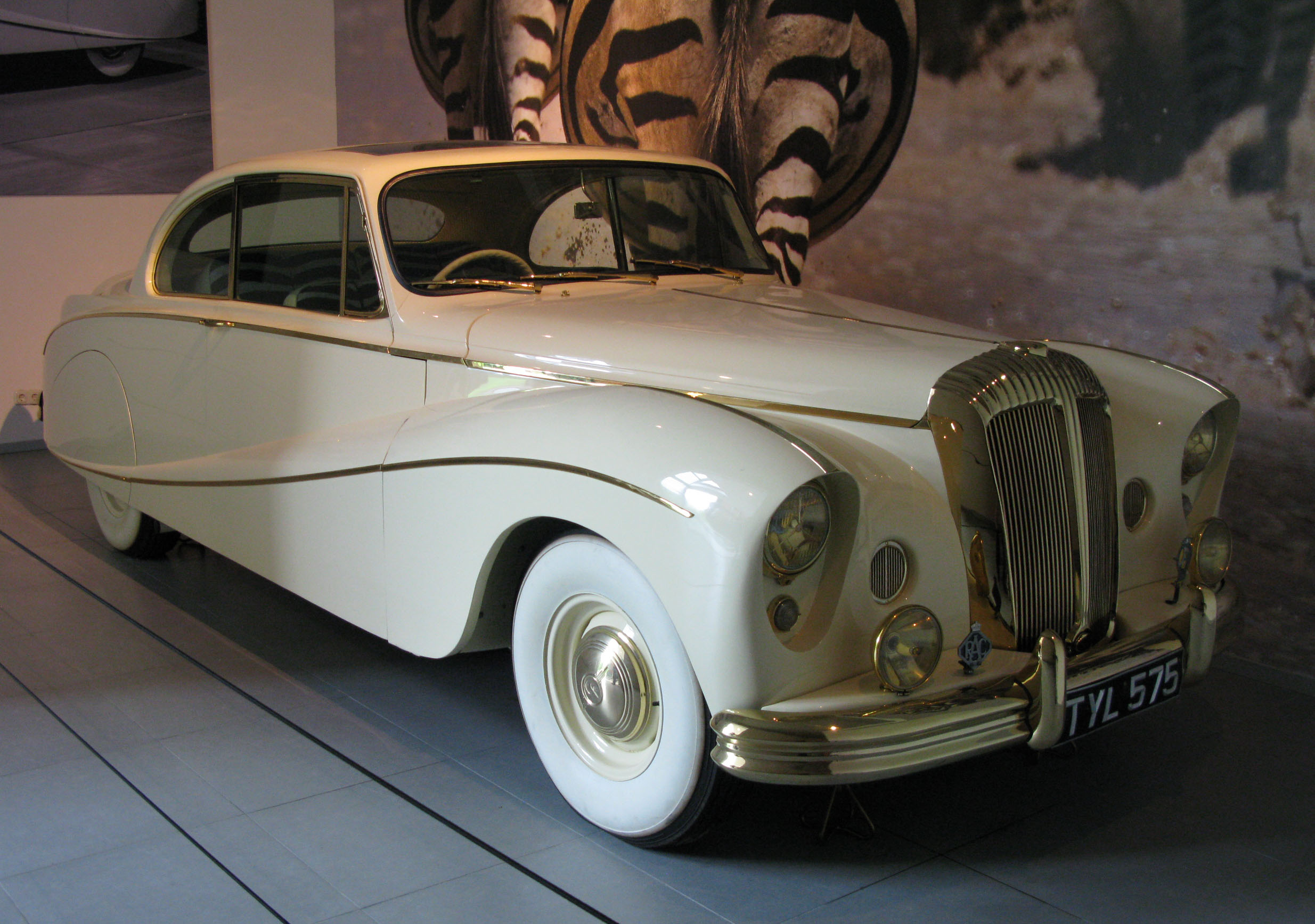
Lady Dockers Daimler ”Golden Zebra” 1955.

Hooper & Co var en brittisk karossmakare med verksamhet i Westminster i centrala London.
Företaget grundades 1805 under namnet Adams and Hooper, som byggde hästvagnar åt bland andra brittiska hovet. Från tidiga 1900-talet byggde Hooper bilkarosser. Företaget hade rykte om att bara leverera det allra bästa och rättade sig helt efter kundens önskemål, oavsett kostnad.
Under första världskriget byggde Hooper flygplanskroppar men efter kriget återgick man snabbt till bilkarosser. 1938 tog man över konkurrenten Barker.
Hooper byggde flygplansdelar även under andra världskriget. Under kriget köptes företaget upp av BSA-koncernen som även ägde Daimler Motor Company. Kopplingen till Daimler ledde till att Hooper i början av 1950-talet byggde ett antal extravaganta konceptbilar till London Motor Show på Daimler-chassin, beställda av lady Docker, hustru till BSA:s styrelseordförande. Dessa ”Docker Show Cars” präglades av överdåd snarare än god smak, något som ansågs mycket kontroversiellt i ett Storbritannien som fortfarande led av sviterna efter kriget.
Under 1950-talet minskade efterfrågan på dyra specialkarosser och den sista karossen levererades 1959. Hooper övergick till bilhandel och verkstad och var under 1970-talet återförsäljare för Rolls-Royce.